# Vasjoeganmoerassen
De Vasjoeganmoerassen (Russisch: Васюганские болота; Vasjoeganskieje bolota) liggen in West-Siberië langs de linkeroever van de rivier de Ob en behoren met een oppervlakte van 53.000 km² tot de grootste moerassen ter wereld. Bestuurlijk liggen de moerassen in oblast Tomsk. Ze vormen een enorm zoetwaterreservoir voor het gebied en er ontspringen meerdere rivieren. De moerassen gaan ook het broeikaseffect tegen.
De Vasjoeganskmoerassen ontstonden 10.000 tot 15.000 jaar geleden en hebben zich sindsdien constant uitgebreid. Er bevinden zich enorme hoeveelheden turf.
Binnen de moerassen leven een aantal bedreigde diersoorten, hetgeen leidt tot bezorgdheid onder lokale natuurbeschermers, aangezien de productie van olie en gas een belangrijke economische sector is geworden binnen het gebied.

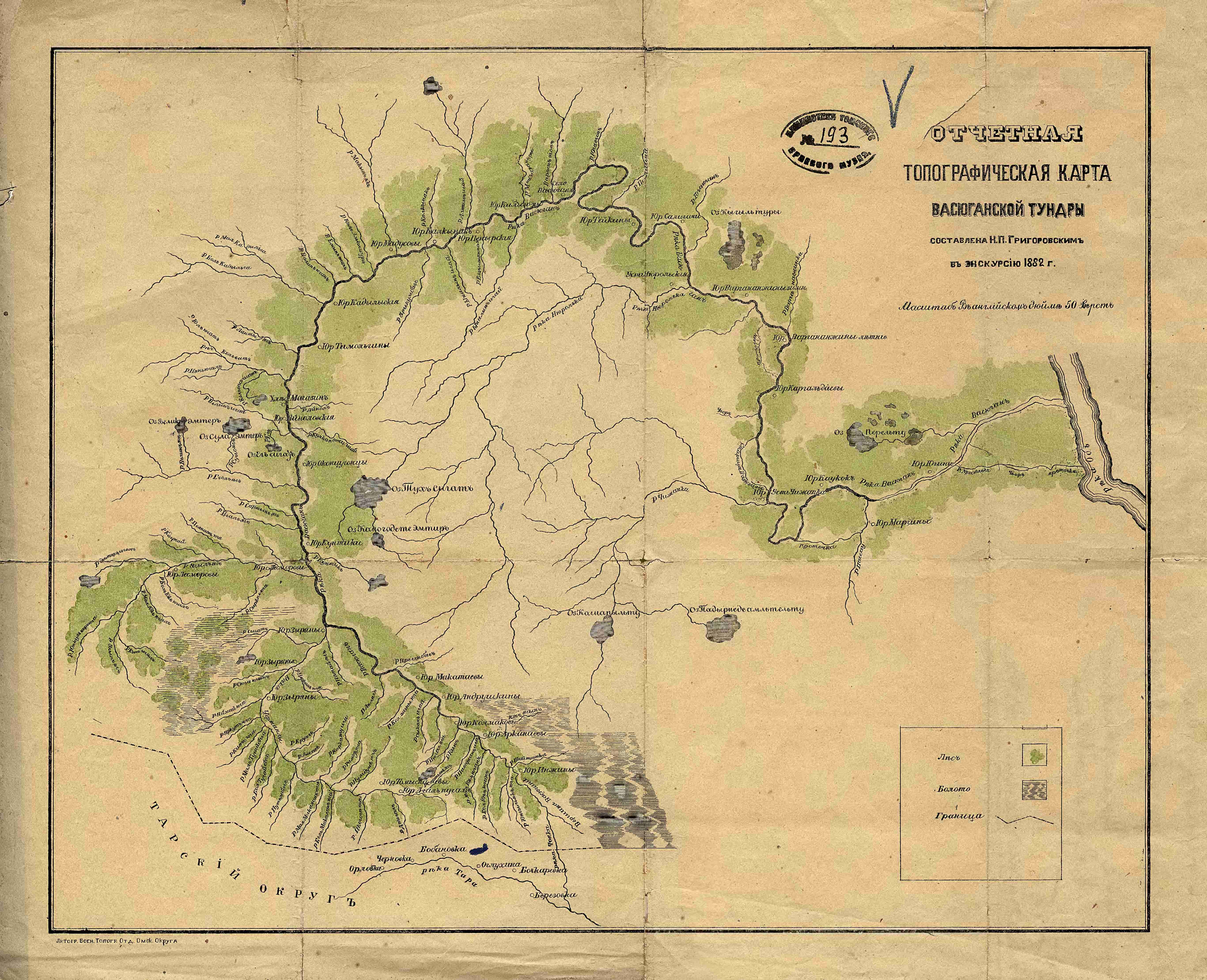
Kaart van Vasjoeganmoerassen